# Lạc Vân
Lạc Vân là xã trung du thuộc huyện Nho Quan, tỉnh Ninh Bình.

## Địa lý
Xã cách trung tâm thành phố Ninh Bình 26 km, có vị trí địa lý:
- Phía Đông giáp xã Đức Long
- Phía Nam giáp các xã Thượng Hòa và Lạng Phong
- Phía Tây giáp thị trấn Nho Quan và xã Phú Sơn
- Phía Bắc giáp xã Gia Tường.

Xã Lạc Vân có diện tích là 8,69 km², dân số năm 2019 là 4.642 người, mật độ dân số đạt 534 người/km².
Xã nằm trên đường tỉnh lộ 477 nối từ thị trấn Nho Quan đi ngã ba Gián Khẩu và Xích Thổ.

## Kinh tế

### Cảng Nho Quan
Theo Quyết định Số: 2179/ QĐ-UBND của tỉnh Ninh Bình ngày 17 tháng 9 năm 2007 phê duyệt Quy hoạch giao thông đường thủy nội địa tỉnh Ninh Bình đến năm 2015 và định hướng phát triển đến năm 2020 thì Cảng Nho Quan được xây dựng tại xóm 4, xã Lạc Vân. Cảng có diện tích 3 ha cách thị trấn Nho Quan 2 km.
Chức năng của cảng:
- Phục vụ cụm công nghiệp Phú Sơn, thị trấn Nho Quan bốc xếp hang hoá tổng hợp, vật tư, nguyên liệu hang xuất nhập và hàng hoá phục vụ đời sống nhân dân…
- Phục vụ cho công tác vận chuyển của nhà máy xi măng X18.
- Hàng hoá quá cảnh trung chuyển cho vùng Tây Bắc.

Các hạng mục công trình: Công trình bến cảng, kho bãi; Trang thiết bị xếp dỡ; Cải tạo công trình đường bộ đoạn từ thị trấn Nho Quan đến nhà máy xi măng X18 và đường vào cảng Nho Quan.
Bên cạnh cảng Nho Quan còn có cảng Núi Hốt cũng được xây dựng trên diện tích 3 ha.

## Du lịch

### Đền Vô Hốt
Đền Vô Hốt (Lạc Vân, Nho Quan): thờ thần Cao Sơn trấn trạch vùng núi phía Tây Hoa Lư tứ trấn ở Ninh Bình. Thần Cao Sơn nguyên là Lạc tướng Vũ Lâm, cai quản vùng núi Vũ Lâm phía Tây Ninh Bình. Đền thờ chính của thần ở huyện Phụng Hóa, nay là đền Láo ở xã Văn Phú, Nho Quan, Ninh Bình. Vị thần này có công phù trợ quân Lê Tương Dực diệt được Uy Mục nên được dân làng Kim Liên rước về thờ trấn phía Nam kinh thành Thăng Long. Ở Ninh Bình, thần Cao Sơn được thờ ở nhiều di tích thuộc vùng núi Nho Quan - Tam Điệp và là vị thần trấn trạch phía Tây Hoa Lư tứ trấn.
Theo như thần phả các đền thờ Cao Sơn ở Ninh Bình thì Cao Sơn đại vương là Lạc tướng Vũ Lâm (tức vùng núi phía Tây Ninh Bình ngày nay nên còn được gọi là vị thần Tây trấn Hoa Lư tứ trấn), khi vâng mệnh vua Hùng đi tuần từ vùng Nam Lĩnh đến vùng Thiên Dưỡng, đã tìm ra một loài cây thân có bột dùng làm bánh thay bột gạo, lấy tên mình đặt tên cho cây là Quang lang (dân địa phương vẫn gọi là cây quang lang hay cây búng báng). Thần đã dạy bảo và giúp đỡ người dân làm ăn sinh sống đồng thời bảo vệ khỏi các thế lực phá hoại vì vậy đã được nhân dân lập nhiều đền thờ.

### Động Nham Hao
Động Nham Hao hay động Ngọc Cao là một hang động ướt có chiều dài kỷ lục ở Ninh Bình mới được phát hiện, được xem là một hang động thuộc loại đẹp nhất miền Bắc. Hang động có chiều dài khoảng 3 km nằm dưới lòng núi. Động Nham Hao là thạch động mới được người dân phát hiện cách đây không lâu, vẫn còn khá hoang sơ và kỳ bí. Hang có nhiều động lớn ước độ dài khoảng 3 km nằm sâu trong lòng núi và có nước do đó mà hàng trăm năm qua người dân ít ai biết đến sự bí ẩn của nó. Hiện nay ngành du lịch Ninh Bình đang tìm lại một số nguồn tài liệu có ghi chép lại những sự tích và một số câu chuyện còn tương truyền trong dân gian và khảo sát đầu tư để đưa động Nham Hao vào khai thác phát triển du lịch trong khu du lịch Kênh Gà - Vân Trình.